# Josef Werndl

Fotografie um 1875

Josef Werndl (* 26. Februar 1831 in Steyr, Oberösterreich; † 29. April 1889 ebenda) war ein österreichischer Waffenproduzent.

## Leben

### Ausbildung
Er war der Sohn des Waffenindustriellen Leopold Werndl und der Josepha Müller (geboren am 4. Jänner 1806 in Klein-Boding in der Pernarotte 5 in Frankenfels, verstorben am 10. November 1867 in Steyr). Nach seiner Ausbildung als Waffenschmied und ersten Arbeitserfahrungen in Prag und Wien unternahm er ausgedehnte Studienreisen nach England, Thüringen und zu den Fabriken von Remington und Colt in den USA. Nach seiner Rückkehr übernahm er 1855 den väterlichen Betrieb, die Josef und Franz Werndl & Comp., Waffenfabrik und Sägemühle.

### Wirken

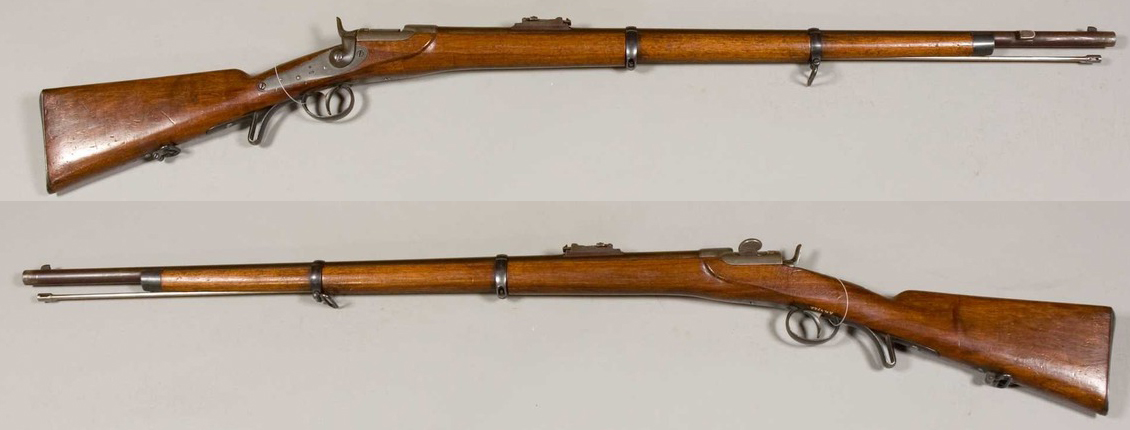
M1867 Werndl–Holub

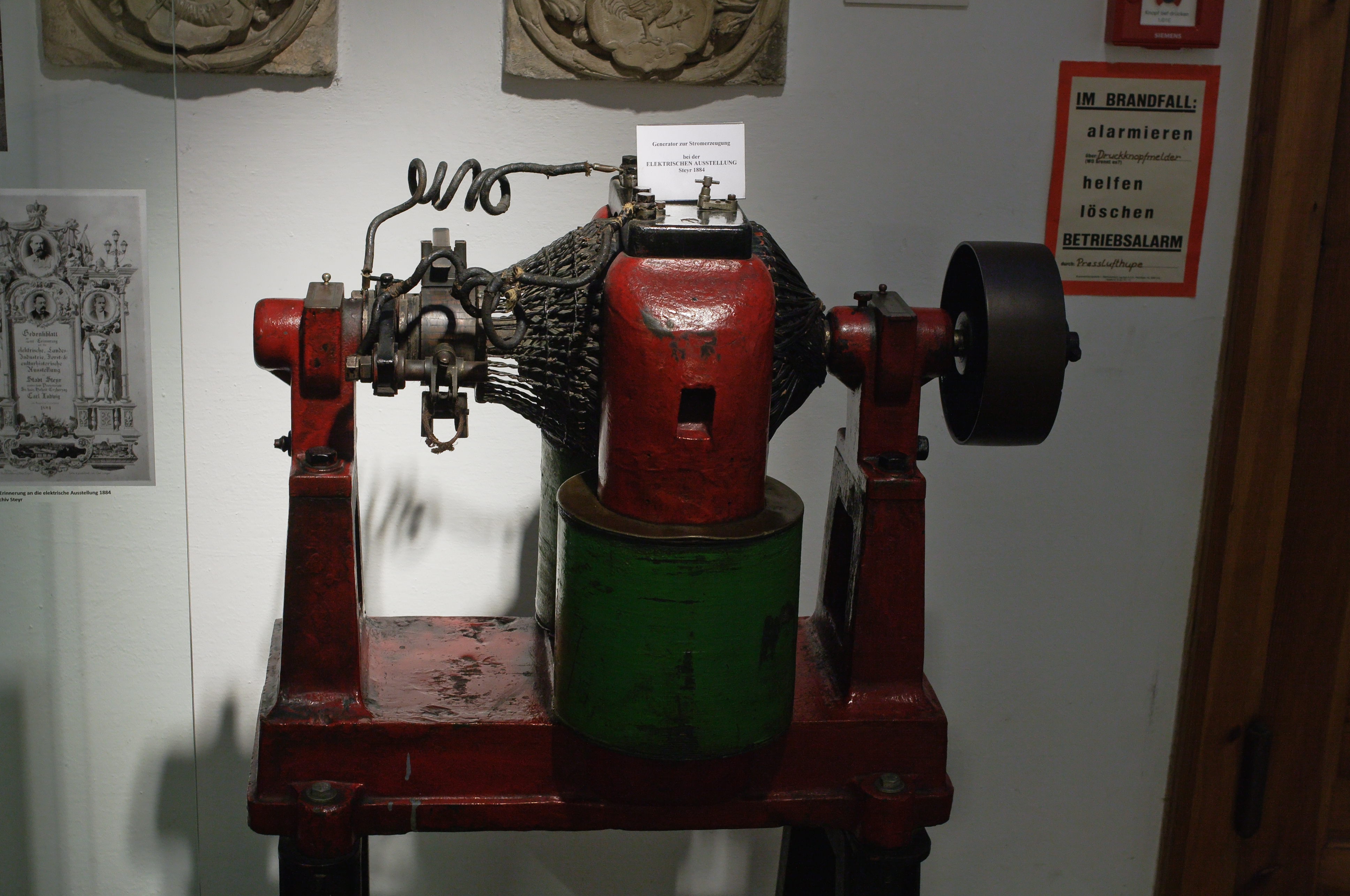
Einer der Generatoren für die Elektrische Ausstellung 1884 (Museum der Stadt Steyr)

Werndl-Karikatur von 1868

Werndls Erfolg beruhte unter anderem auf dem Austauschbau: massenweise, höchst präzise hergestellte Werkstücke, die untereinander ausgetauscht werden konnten. Er begann die 500 Mitarbeiter zählende Fabrik auf moderne Produktionstechniken umzustellen und entwickelte gemeinsam mit seinem Werkmeister Karl Holub den bahnbrechenden Tabernakelverschluss für Hinterlader, mit dem er sich bei Aufträgen der k.u.k. Armee gegen den Konkurrenten Remington durchsetzte, dessen System von der Hinterladungskommission in Erwägung gezogen wurde. Die Waffenfabrik wuchs rasch auf 6000 Mitarbeiter und wurde als Österreichische Waffenfabriksgesellschaft (OEWG) in eine Aktiengesellschaft umgewandelt, deren Generaldirektor Werndl wurde. Die Produktion stieg auf etwa 8000 Gewehre pro Woche.
Mit einem auf den 24. Juli 1868 datierten Vertrag verpflichtete sich Werndl zur Lieferung von 100.000 Hinterladern Modell 67 an das Kriegsministerium. Als unter anderem wegen Grundstreitigkeiten die Produktionsstätten nicht rasch genug ausgebaut werden konnten, traten Lieferengpässe auf. Hier zeigte sich rasch die entstandene Abhängigkeit des österreichischen Militärs, denn kein anderes (vor allem inländisches) Unternehmen war fähig, Hinterladergewehre in derartig hoher Qualität und Stückzahl herzustellen. Die österreichische Militärzeitung bemerkte, dass in Werndls Fabrik mehr Maschinen stünden als in allen anderen österreichischen Gewehrfabriken zusammen. In der Satirezeitschrift Kikeriki erschien dazu 1869 eine Karikatur Werndls mit dem Text: „Was wollen denn die Leute von mir? Liefere ich die Gewehre rechtzeitig, so leiste ich Gewähr für den Krieg; verspät' ich mich damit, so leiste ich Gewähr für den Frieden. Ob ich nun Gewehr liefern oder nicht, Gewähr leiste ich auf jeden Fall!“
Werndl förderte die „Produktion von Elektrizität aus Wasserkraft“, auch um die schlechter werdende Auftragslage am Waffenmarkt auszugleichen. Die OEWG erzeugte Dynamos sowie Glüh- und Bogenlampen. Anlässlich der Electrischen-Landes-Industrie-Forst und culturhistorischen Ausstellung 1884 (2. August bis 30. September) ließ er zahlreiche Straßen und Plätze bis zum Ausstellungsort am Karl-Ludwig-Platz (heute Volksstraße) mit Glüh- und Bogenlampen erleuchten. In einem Teil der Straßen und Gassen verblieb das Gaslicht, um die Überlegenheit der elektrischen Beleuchtung zu demonstrieren. Neu war, dass die elektrische Energie, anders als bei vorangegangenen Ausstellungen in Wien und Paris, aus Wasserkraft stammte. Werndl baute die ersten leistungsfähigen Laufkraftwerke und Steyr war damit die erste größere Stadt, die mit Strom aus Wasserkraft beleuchtet wurde. Dies war allerdings nur vorübergehend, denn bald nach Ende der Ausstellung wurden die Beleuchtungskörper wieder demontiert. Am 19. August besuchte Kaiser Franz Josef die Ausstellung, Kronprinz Rudolf und Kronprinzessin Stephanie folgten am 19. September.
Die Zusammenarbeit mit Holub und dem Eisenbahningenieur Ferdinand Mannlicher machte die österreichische Waffenfabrik zu einem der weltweit wichtigsten Waffenproduzenten, mit über neun Millionen produzierten Waffen unterschiedlicher Größe zwischen 1869 und 1911. Mit zeitweise über 15.000 Beschäftigten war die OEWG die größte Waffenfabrik Europas.
Werndl errichtete für seine Arbeiter moderne Wohnhäuser, Schulen und Schwimmbäder, wie auch die Schwimmschule Steyr – allesamt Gebäude, die die Stadt Steyr, besonders den Stadtteil Wehrgraben, auch heute noch prägen. Er zahlte Löhne in überdurchschnittlicher Höhe und versorgte alle Angestellten und deren Angehörige mit kostenloser medizinischer Betreuung.
Gemeinsam mit Georg Ritter von Aichinger war er einer der Proponenten des Baus der Rudolfsbahn, die Steyr – und damit seinen Fabriken – den Anschluss an das Bahnnetz brachte, sowie der ersten Schmalspurbahn in Österreich, der Steyrtalbahn. Diese band die Werndl’sche Fabrik in Letten an die Rudolfsbahn an.

### Tod

Todesnachricht im „Alpen-Boten“

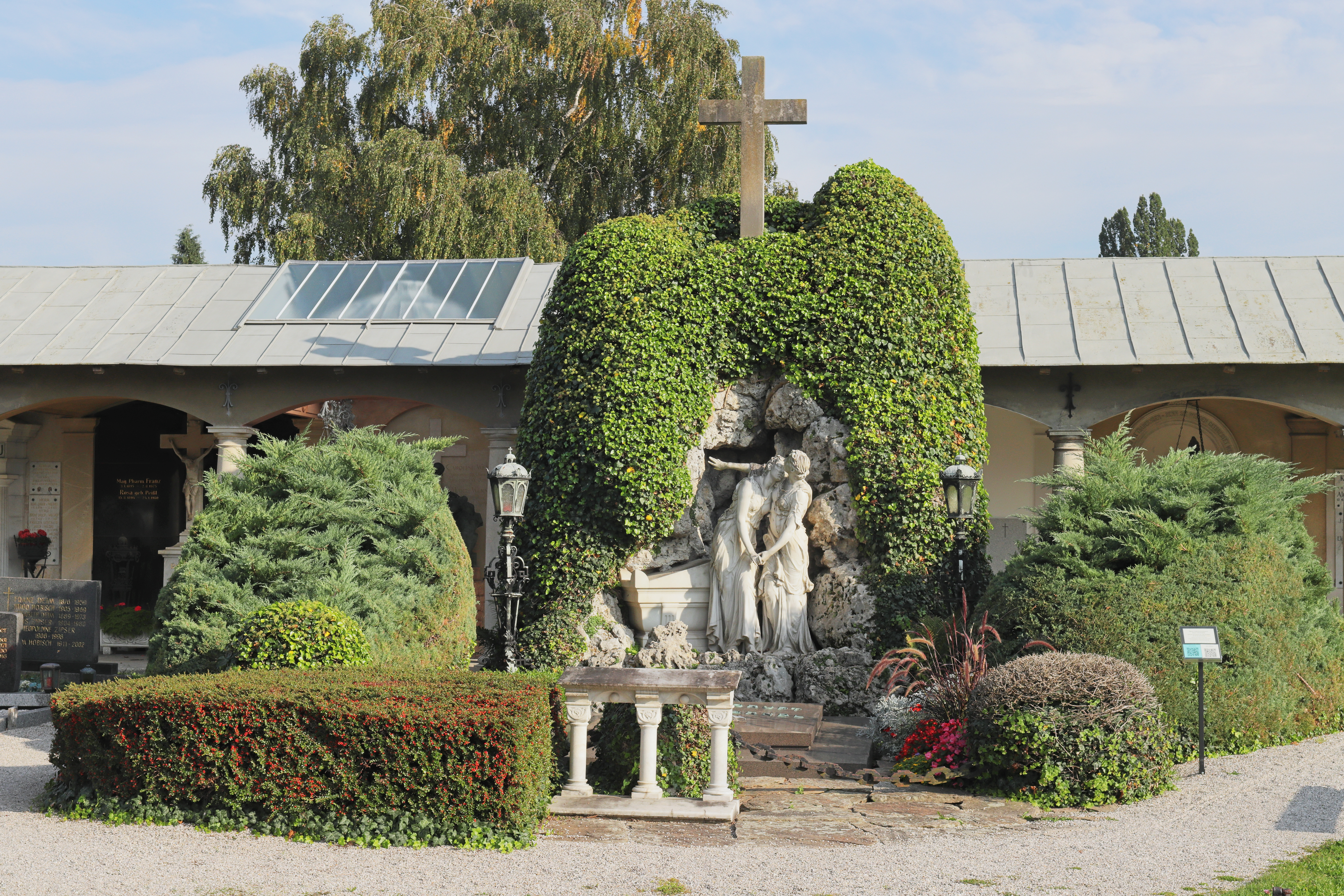
Familiengruft Josef Werndl am Taborfriedhof

Am Karfreitag 1889 zog sich Werndl eine lebensgefährliche Lungenentzündung zu, nachdem er im offenen Pferdewagen bei Regen nach Letten (Gemeinde Sierning) gefahren war. Am 29. April starb er um 5 Uhr 45 im Alter von 58 Jahren in seinem Haus im Petzengütl. Er wurde im Palmenhaus seines Schlosses Voglsang öffentlich aufgebahrt und danach am Taborfriedhof in Steyr beigesetzt.

## Auszeichnungen
Werndl wurde wiederholt mit hohen Orden ausgezeichnet. Kaiser Franz Joseph I. würdigte Werndls vielseitige Verdienste um den Staat, die Stadt Steyr und die Industrie am 13. Februar 1870 durch die Verleihung des Ordens der Eisernen Krone III. Klasse. Entsprechend den Ordensstatuten war mit dieser Auszeichnung die Erhebung in den erblichen Ritterstand verbunden, doch suchte Werndl nie um diese Nobilitierung an. Er soll dazu „Als Werndl bin ich auf die Welt gekommen, als Werndl will ich sterben.“ und „Ich bin lieber der erste Bürgerliche als der letzte Adelige“ gesagt haben.
Die Stadt Steyr verlieh ihm am 30. August 1880 die Ehrenbürgerschaft.

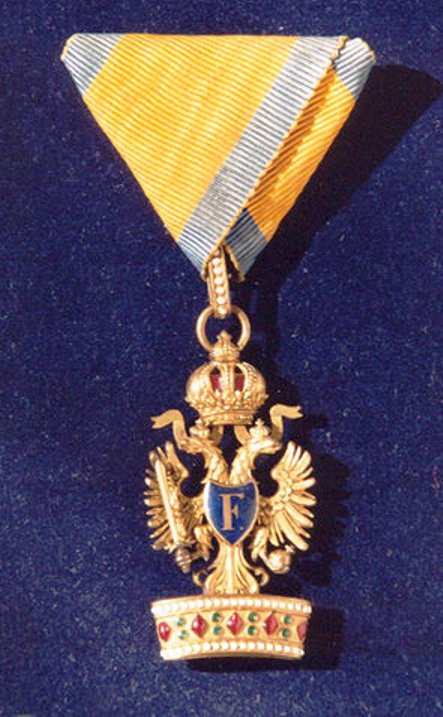
Orden der Eisernen Krone III. Klasse
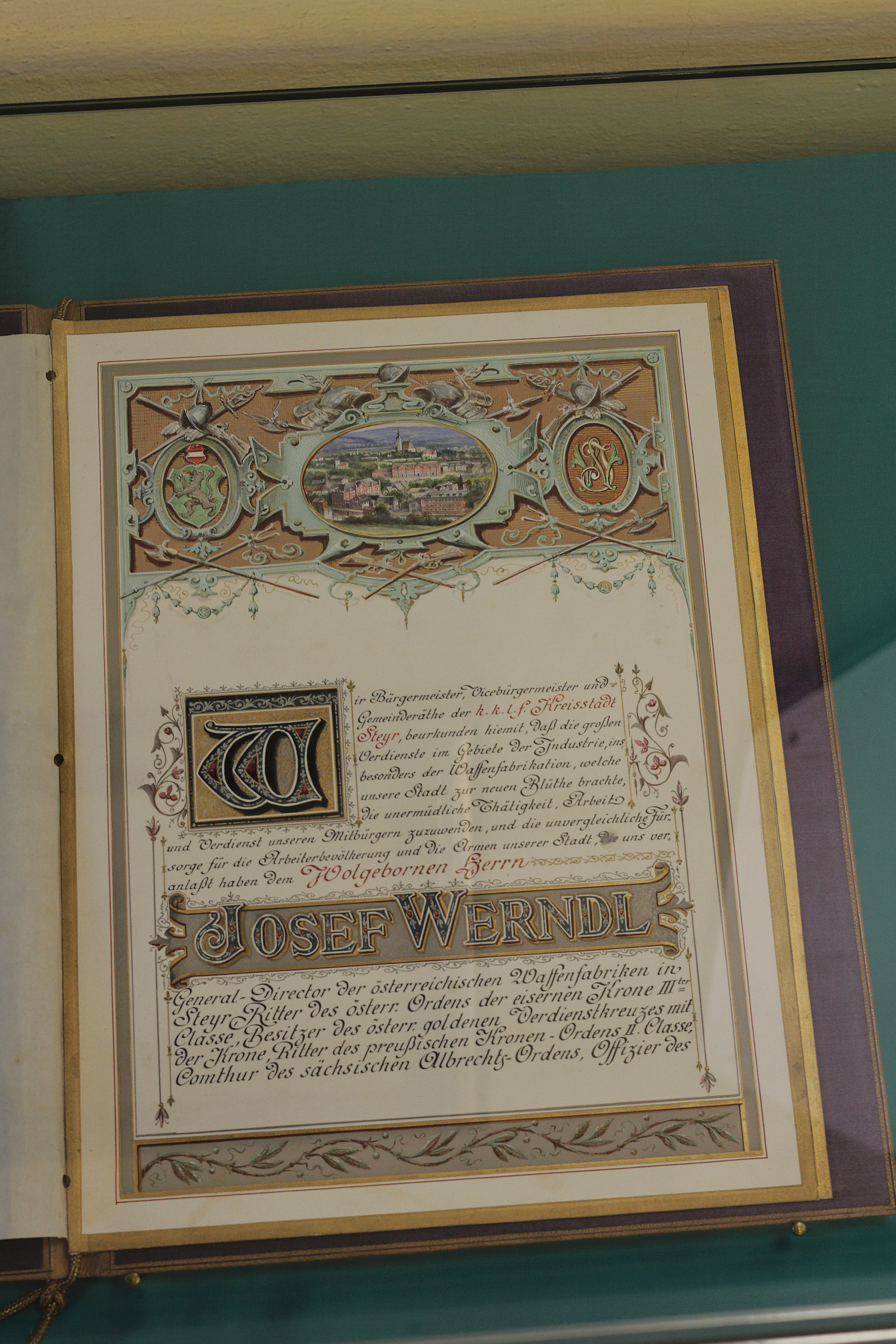
Ehrenbürgerurkunde

## Familie
Josef Werndl heiratete 1853 bei seiner Rückkehr nach Steyr die 1829 geborene Karoline Heindl. Aus dieser Verbindung gingen zwei Töchter hervor, die beide in angesehene Adelsfamilien einheirateten: Caroline (1859–1923) und Anna (1861–1943). Anna Werndl heiratete 1880 Josef Friedrich Grafen von Lamberg-Ortenegg-Ottenstein (1856–1904), Caroline Werndl heiratete in 1. Ehe den Freiherrn Mayer von Mayrau, und nach dessen Tod in 2. Ehe den Freiherrn Max von Imhof zu Spielberg und Oberschwemmbach (1858–1922).

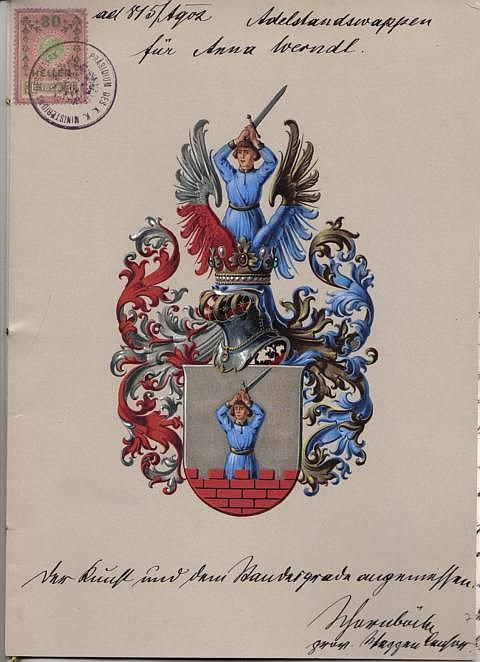
Wappen für die Töchter Josef Werndls, 1903.

1902 richteten Caroline und Anna ein Gesuch um Verleihung des Adelsstandes „aufgrund des von ihrem Vater erworbenen Anspruches“ an Kaiser Franz Joseph I., dem mit 8. Jänner 1903 auch stattgegeben wurde. Sie begründeten ihr Ansuchen – das an sich merkwürdig war, da sich der väterliche Anspruch auf einen Adelsrang bezog, der deutlich niedriger war als der, den sie bereits durch Heirat erworben hatten – wie folgt: „Obzwar wir durch unsere Heiraten mit Adeligen die Rechte ihres Standes erlangt haben, so wäre es uns doch, um in pietätvoller Weise das Andenken an die Verdienste unseres Vaters zu ehren, unserer gesellschaftlichen Stellung wegen und um unserer Kinder willen von hohem Werte, auch selbst den Adel zu erlangen.“ Mit der Verleihung des Adelsstandes durch Kaiser Franz Joseph I. als „geb. von Werndl“ erhielten die Töchter auch ein Wappen. Dieses zeigte „einen in silbernem Feld hinter einer Zinnenmauer hervor wachsenden blau gekleideten Jüngling mit einem über den Kopf erhobenen Schwert. Über dem Schild ein gekrönter Turnierhelm aus dem zwischen einem rechts von Silber über Rot und links Gold über Blau geteilten Adlerflug ein Jüngling hervor wächst wie im Schild. Helmdecken: rechts rot-silbern, links blau-golden.“
Josef Werndls Neffe Ernst Werndl machte sich als Ingenieur und Erfinder einen Namen. Sein Sohn hieß Ludwig.

## Andenken

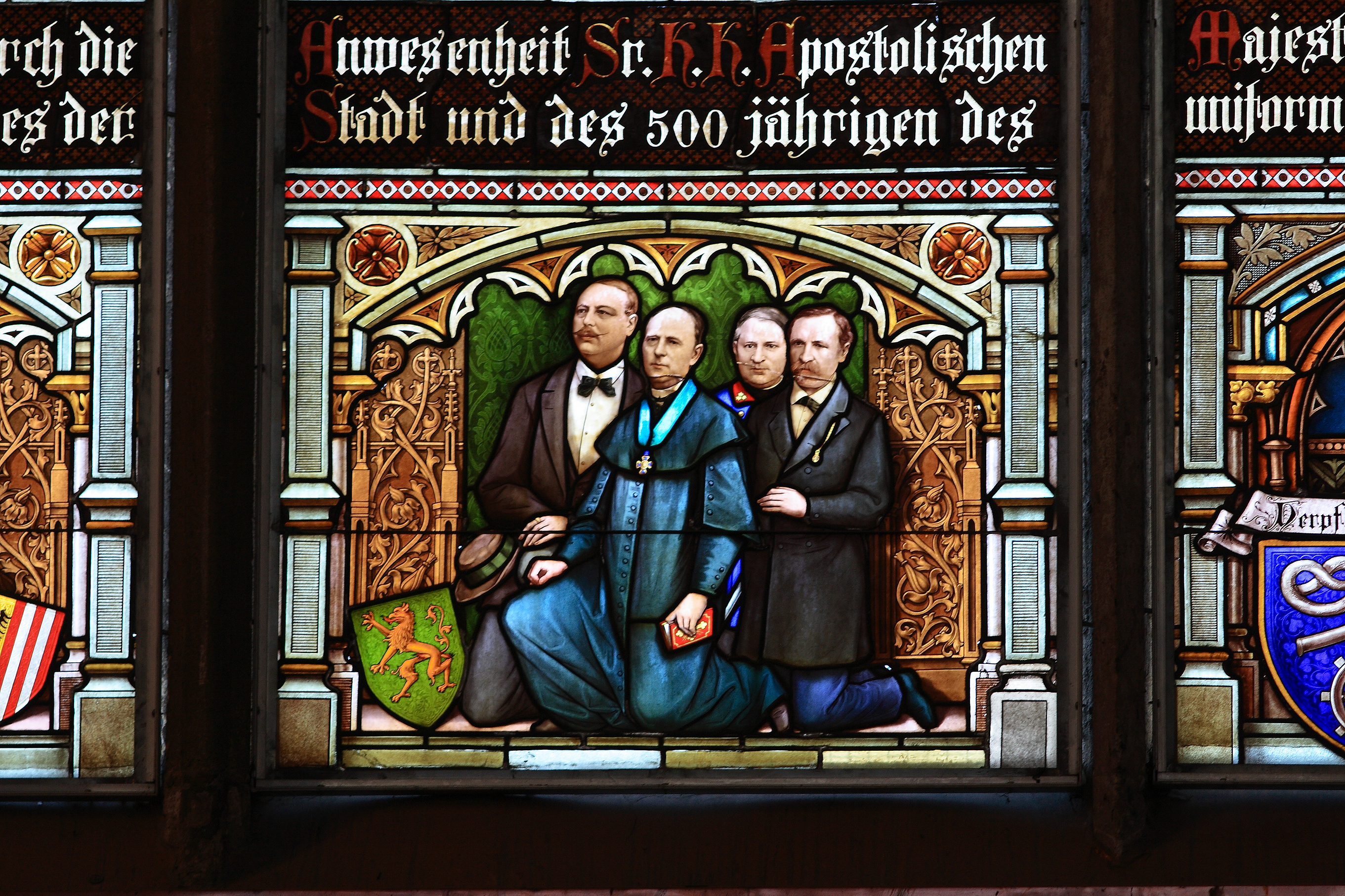
Detail des Bürgerfensters: Josef Werndl, Stadtpfarrer Georg Arminger, Bürgerkorps-Kommandant Franz Pichler und Bürgermeister Georg Pointner

Werndl ist auf einem Glasfenster im Chor der Stadtpfarrkirche abgebildet. Dieses Bürgerfenster erinnert an die 900-Jahr-Feier Steyrs 1880 und den Besuch Kaiser Franz Josefs I. (1893 eingesetzt). Ein Werndl gewidmetes Glasfenster wurde 1892 von seinen Töchtern Karoline Baronin Imhof und Anna Gräfin Lamberg gestiftet. Es ist das vierte Fenster an der Südwand und zeigt u. a. den Tod des Heiligen Josefs und das Werndlsche Wappen.
Bereits am 1. Mai 1889 beschloss der Steyrer Gemeinderat die Errichtung eines ehernen Standbildes an einem passenden Platz. Am 10. November 1894 wurde das Werndl-Denkmal an der Promenade feierlich eingeweiht. Der Bildhauer, der das Denkmal schuf, war Viktor Tilgner.
Die von der Schwimmschulstraße nach Westen abzweigende Josefgasse wurde 1880 nach ihm benannt. Sie liegt in der von Anton Plochberger und Franz Arbeshuber in seinem Auftrag errichteten Arbeitersiedlung am Eysnfeld. Auch andere Gassen tragen dort die Vornamen von Familienangehörigen, die Werndlgasse ist dagegen allen gewidmet.
Im Jahr 1913 wurde in Wien-Floridsdorf (21. Bezirk) die Rieplgasse in Werndlgasse umbenannt.

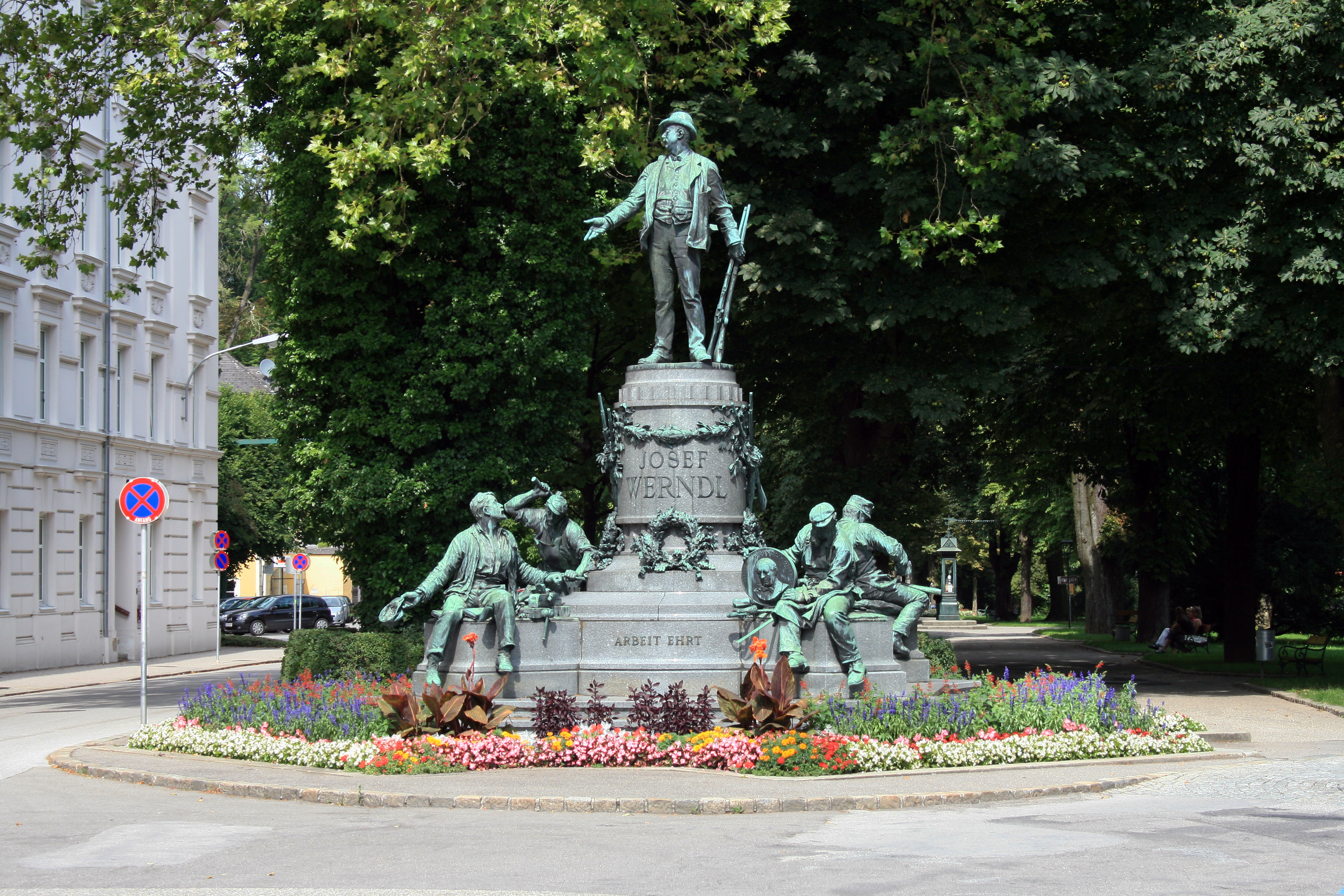
Das Denkmal an der Promenade
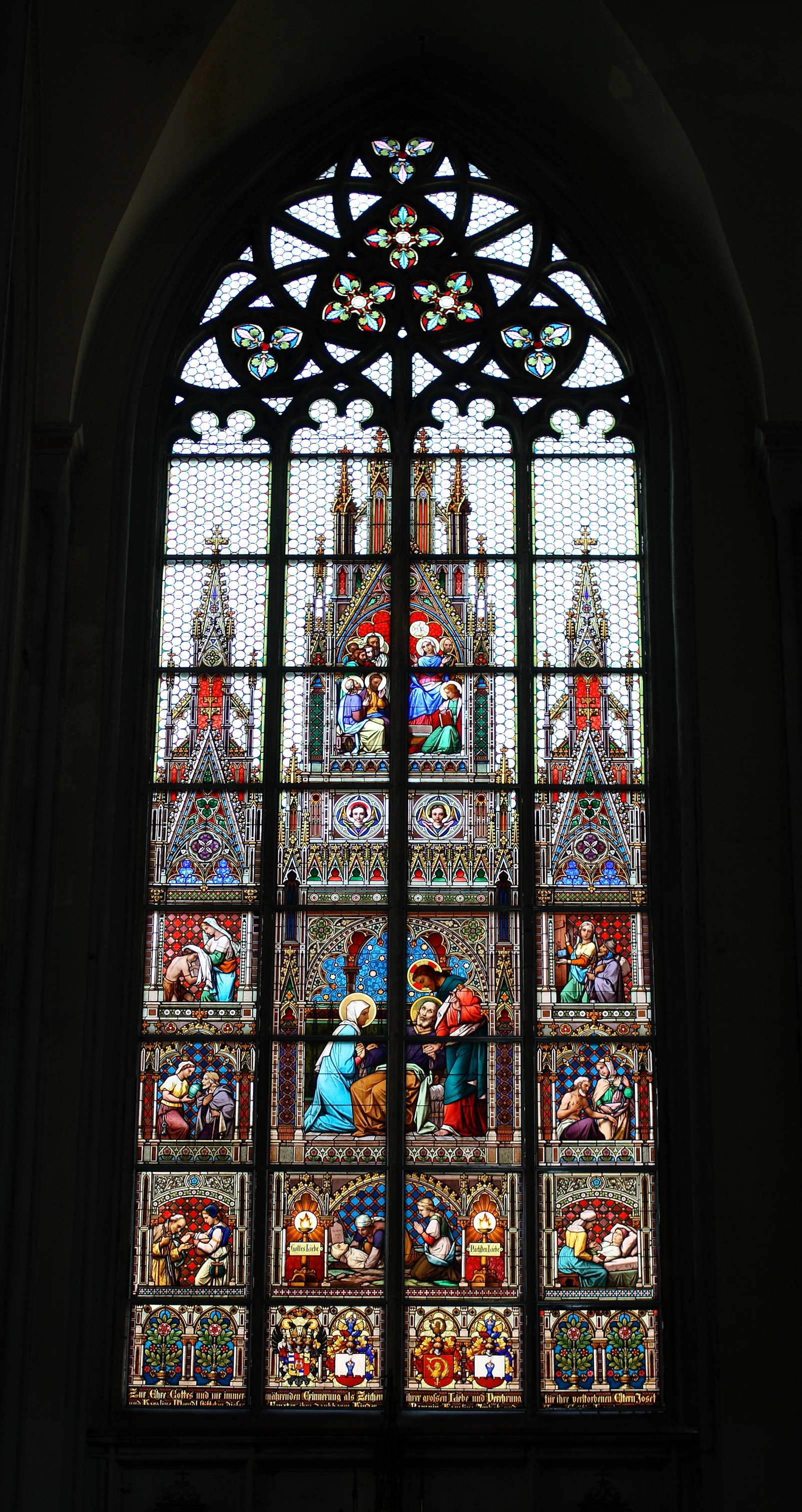
Das Werndl-Fenster in der Stadtpfarrkirche
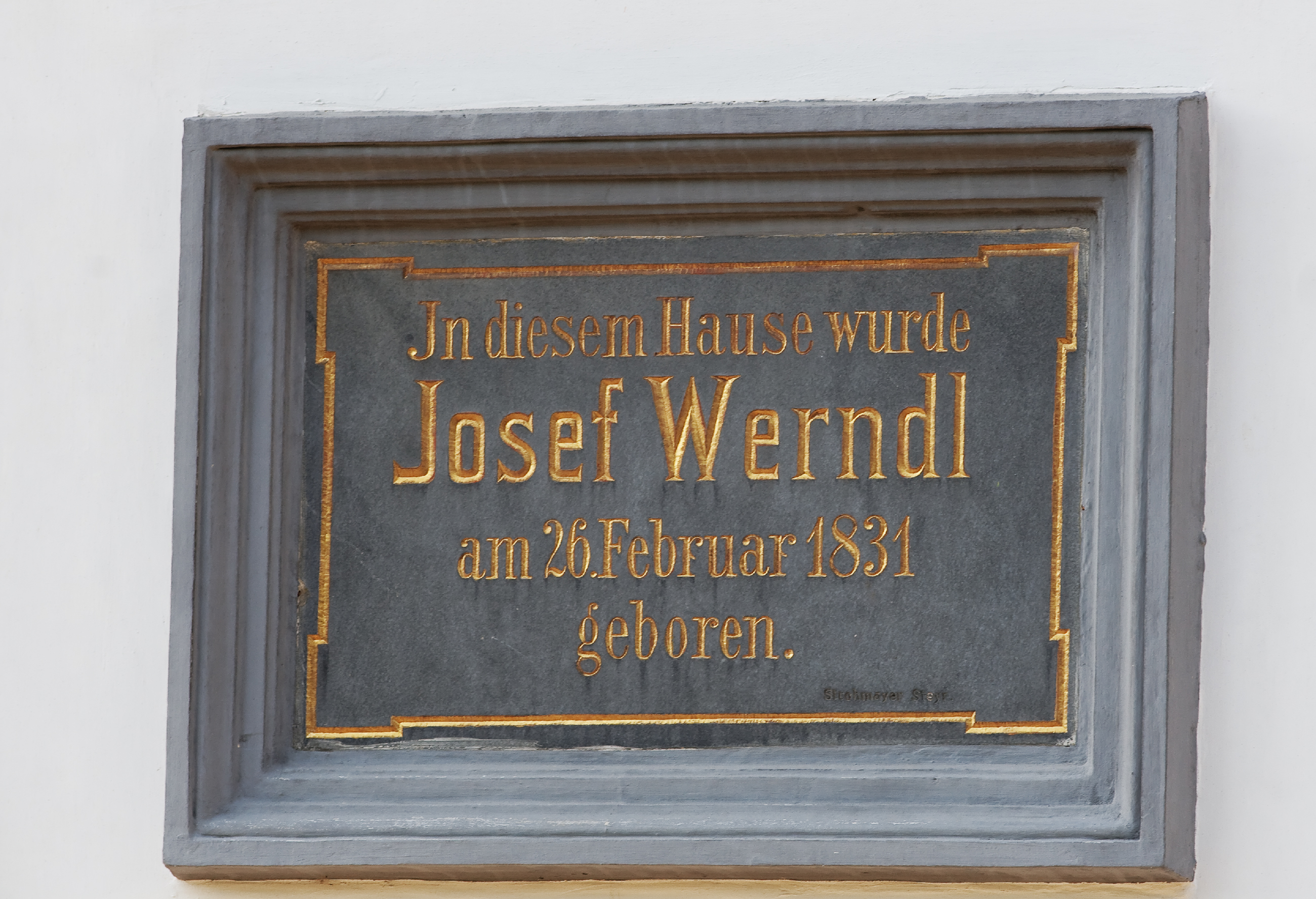
Gedenktafel am Geburtshaus
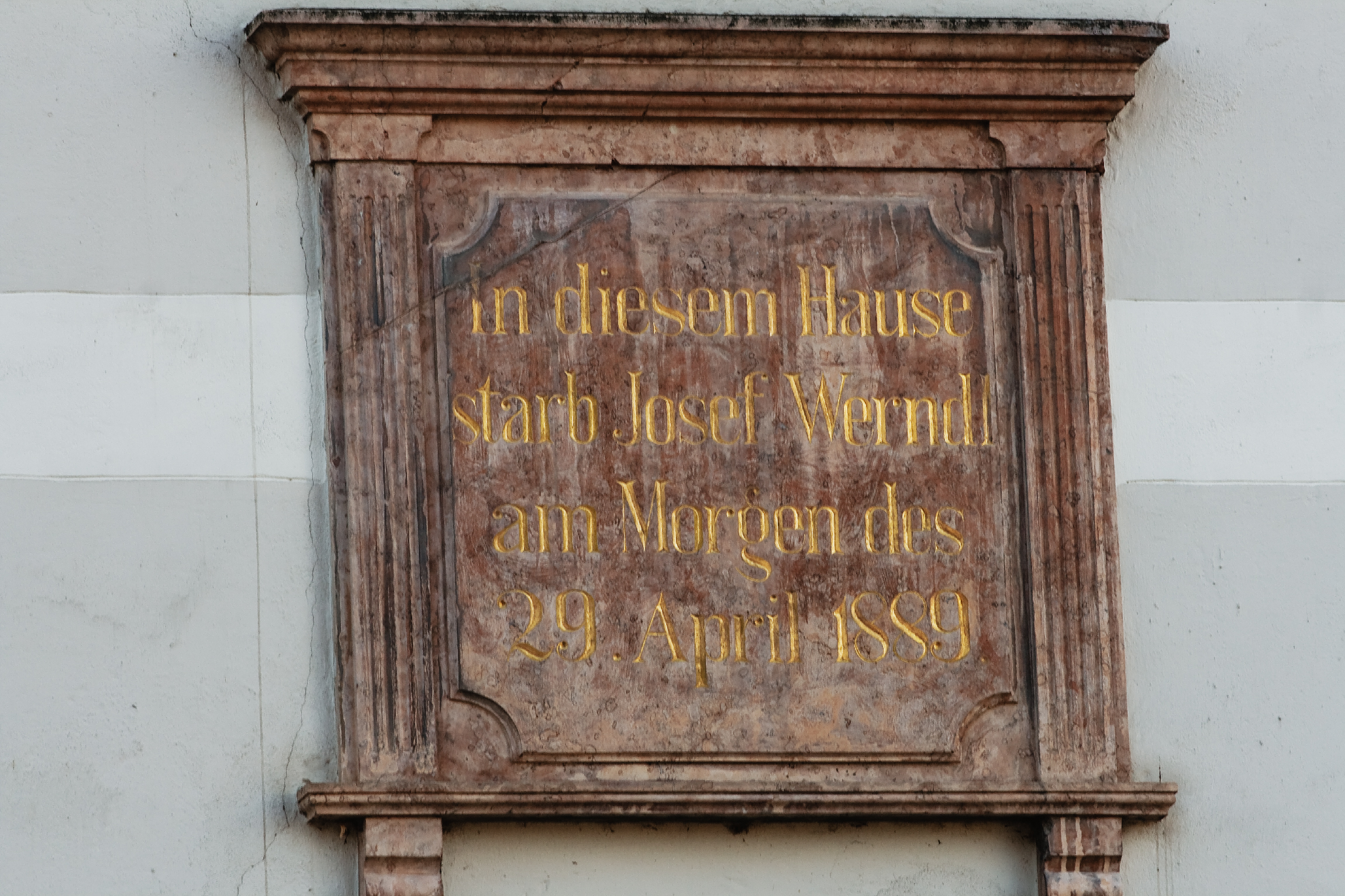
Gedenktafel am Petzengütl

## Weitere Geschichte der Waffenfabrik
Die OEWG war später massiv an der Rüstungsproduktion für den Ersten Weltkrieg beteiligt. 1934 wurde sie per Fusion Teil der Steyr Daimler Puch AG, die nach dem Anschluss ihrerseits in die Reichswerke Hermann Göring eingegliedert wurden, um für den Zweiten Weltkrieg zu rüsten. Dabei kamen auch Häftlinge des KZ-Nebenlagers Steyr-Münichholz zum Einsatz.
Schon ab 1920 waren in Steyr PKW gebaut worden, und nach dem Zweiten Weltkrieg begann die Produktion von Traktoren und Lastkraftwagen. Mit Steyr Mannlicher setzt sich die Tradition der Waffenerzeugung fort.